# Geoffroy de Sergines
Geoffroy de Sergines, auch Sargines genannt (* um 1205; † April 1269 in Akkon) war ein französischer Ritter sowie zeitweise Seneschall und Regent (Bailli) des Königreichs Jerusalem.

## Leben
Geoffroy stammte aus der Herrenfamilie von Sergines (Département Yonne) und war ein Vasall des Grafen Hugo I. von Châtillon. Mit dessen Erlaubnis wurde er aber um 1235 zu einem ligischen Gefolgsmann König Ludwigs IX. von Frankreich. Um dieselbe Zeit wurde sein Bruder, Pierre de Sergines, zum Erzbischof von Tyrus ernannt und Geoffroy folgte ihm in das Heilige Land. Nachdem er von dort 1244 in die Heimat zurückgekehrt war, wurde er zu einem der angesehensten Ritter des königlichen Haushaltes. Der Chronist Jean de Joinville zählte ihn später, neben Thibaud de Marly, Philippe de Nanteuil und Humbert de Beaujeu, zu den prudhommes chevaliers.
Im Gefolge des Königs nahm Geoffroy am sechsten Kreuzzug nach Ägypten teil. Bei dem schmachvollen Rückzug von al-Mansura kommandierte er zusammen mit Gaucher de Châtillon die Nachhut des Heeres. Als sie am 6. April 1250 bei Fariskur von einer Übermacht der Mamluken überrascht wurden, brachte Geoffroy den König in eine kleine Hütte in Sicherheit mit der Absicht, ihn bis zum Tod zu verteidigen. Bevor es aber zum letzten Kampf kam, kapitulierten die übrigen Ritter und ebenso wie der König geriet Geoffroy in die Gefangenschaft der Mamluken. Für ihre Freilassung engagierte er sich, indem er am 6. Mai 1250 die Übergabe der Stadt Damiette an die Mamluken organisierte.
Nachdem König Ludwig 1254 wieder nach Frankreich zurückgekehrt war, blieb Geoffroy in Palästina zurück. Er wurde vom König zum Kapitän eines Regiments ernannt, das aus einhundert Rittern und mehreren Bogenschützen bestand. Es sollte zur Verteidigung der bedrängten christlichen Barone und als Basis eines neuen Kreuzzuges König Ludwigs dienen. Finanziert wurde es durch jährliche Subsidien aus Frankreich in Höhe von 4.000 livre tournois, außerdem sollte es ständig materiell und personell von Frankreich verstärkt werden. Das Regiment war zuerst in Jaffa stationiert, wurde aber wenig später nach Akkon, der Hauptstadt des Königreichs Jerusalem, verlegt. Da Geoffroy so die Hauptlast der Verteidigung der Stadt trug, wurde ihm zugleich auch das Amt des Seneschalls des Königreichs, also der Oberbefehl aller Truppen, übertragen.
Zusammen mit dem Grafen Johann von Jaffa überfiel er 1256 eine ägyptische Karawane, besiegte und tötete anschließend den ägyptischen Statthalter von Jerusalem, der zu ihrer Bestrafung ausgezogen war. Die latente Bedrohung der muslimischen Mächte durch die Mongolen entlastete in den folgenden Jahren die Christen von dieser Front, doch verzettelten sie sich untereinander in einen Bürgerkrieg, der von den Seemächten Venedig und Genua geschürt wurde. Als neutrale Instanz in diesem Streit wurde Geoffroy 1259 von der Regentin Plaisance zu ihrem stellvertretenden Regenten auf dem palästinensischen Festland ernannt. Zusammen mit ihr erreichte er 1261 das Ende der Kämpfe, indem den Genuesen Tyrus und den Venezianern und Pisanern Akkon als Handelsniederlassungen zugesprochen wurden.
Wenig später starb Plaisance und Geoffroy übernahm nun provisorisch die tatsächliche Regentschaft als Bailli in Akkon, da innerhalb der königlichen Familie ein Streit über die Vergabe dieses Amtes ausgebrochen war. Prinzessin Isabella, die Schwägerin von Plaisance, kam 1263 nach Akkon und Geoffroy übergab ihr das Amt des Regenten, aber sie starb schon im folgenden Jahr. Einstimmig erkannten darauf die Barone ihren Sohn, Prinz Hugo von Antiochia, als neuen Regenten an, für den Geoffroy nun als Stellvertreter fungierte. In dieser Zeit wurde die Lage der Christen immer bedrohlicher, nachdem die Mamluken 1261 in der Schlacht bei ʿAin Dschālūt über die Mongolen siegten und dadurch wieder im Heiligen Land offensiv auftreten konnten. 1263 wehrte Geoffroy einen Angriff des Sultans Baibars I. auf Akkon ab, wobei er schwer verletzt wurde. Im Gegenzug überfiel er, verstärkt durch Ritter unter Olivier de Termes und des Templerordens, 1264 die ägyptischen Festungen von Askalon und Bethsan, was Baibars im Jahr 1265 mit der Eroberung von Caesarea, Haifa und Arsuf beantwortete. 1266 setzte Baibars seinen Eroberungszug fort und nahm Safed und Toron ein. Unterdessen traf in Akkon Verstärkung aus Frankreich unter Odo von Burgund ein. Obwohl dieser kurz darauf starb, blieben die meisten seiner Ritter unter der Führung des Marschalls Érard de Valéry in der Stadt, die sie 1267 gegen einen erneuten Angriff Baibars verteidigen konnten. Im selben Jahr starb König Hugo II. von Zypern und der bisherige Regent wurde als Hugo III. neuer König von Zypern. Und als 1268 der rechtmäßige König von Jerusalem, Konradin, enthauptet wurde, trug der „Haute Cour“ der Barone Outremers dem neuen zypriotischen König auch die Königswürde von Jerusalem an. Baibars rannte davon unbeeindruckt 1268 weiter unaufhaltsam gegen die christlichen Burgen an, nahm Beaufort und Jaffa im Handstreich ein und vernichtete das reiche Antiochia.
Geoffroy de Sergines starb im Frühjahr 1269 in Akkon. Sein Nachfolger als Regimentskapitän und Seneschall wurde Robert de Crésèque. Dieser geriet mit dem Regiment noch im Dezember desselben Jahres in einen Hinterhalt der Mamluken und wurde getötet. Die Führung übernahm dann Olivier de Termes.
Der Dichter Rutebeuf widmete Geoffroy ein Klagelied (La complainte de monseigneur Joffroi de Sergines), indem er ihn als das Ideal eines Kreuzritters würdigte.